# Lepanthes oreophila
Lepanthes oreophila är en orkidéart som beskrevs av Paul Miles Catling och V.R.Catling. Lepanthes oreophila ingår i släktet Lepanthes och familjen orkidéer. Inga underarter finns listade i Catalogue of Life.